# پانیچاروو
پانیچاروو (به بلغاری: Panicharevo) یک منطقهٔ مسکونی در بلغارستان است که در شهرستان بوبف دل واقع شده‌است.